# Phaedropsis leialis
Phaedropsis leialis is een vlinder uit de familie van de grasmotten (Crambidae). De wetenschappelijke naam van de soort is voor het eerst gepubliceerd in 1906 door Paul Dognin.
De spanwijdte bedraagt ongeveer 21 millimeter.
De soort komt voor in Belize, El Salvador, Panama en Paraguay.